# Spring League IAAFL 2016
La Spring League IAAFL 2016 è stata la 2ª edizione del campionato nazionale di football a 9 organizzato dalla IAAFL in collaborazione con l'AICS. Il torneo è iniziato il 19 marzo 2016 ed è terminato il 19 giugno 2016 con la disputa della finale.

## Squadre partecipanti
| Club                | Città       | Stadio | Sponsor ufficiale | Risultato nella stagione 2016 |
| ------------------- | ----------- | ------ | ----------------- | ----------------------------- |
| Alfieri Asti        | Asti        |        |                   |                               |
| Bears Alessandria   | Alessandria |        |                   |                               |
| Bobcats Parma       | Parma       |        |                   |                               |
| Broncos Faenza      | Faenza      |        |                   |                               |
| I Guerrieri Aiacciu | Ajaccio     |        |                   |                               |
| Lancieri Novara     | Novara      |        |                   |                               |
| Napoli Express      | Napoli      |        |                   |                               |
| Pitbulls Viterbo    | Viterbo     |        |                   |                               |
| Rebels Salerno      | Salerno     |        |                   |                               |
| Waves Sanremo       | Sanremo     |        |                   |                               |

## Regular Season

### 1ª giornata
| Faenza 19-20 marzo 2016                         | Broncos Faenza | 16 – 14 | Alfieri Asti |  |
| \| \| \| \| \| Andrea Poggi \| Allenatori \| \| |                |         |              |  |
|                                                 |                |         |              |  |
| Andrea Poggi                                    | Allenatori     |         |              |  |

| Castelceriolo 20 marzo 2016, ore 14:30 | Bears Alessandria | 26 – 21 (7-7 13-0 6-6 0-8) | Waves Sanremo |  |

### 2ª giornata
| Granozzo con Monticello 2 aprile 2016, ore 20:30 | Lancieri Novara | 13 – 6 (0-6 6-0 0-0 7-0) referto | I Guerrieri Aiacciu | Novarello - Villaggio Azzurro |
| Grieco Q2 ( TD ) 4yd run Galdini Q4 ( TD ) 75yd pass from Mozzillo Sancilio Q4 ( pat ) Marcatori Sialelli Q1 ( TD ) 1yd run Allenatori Anthony Santucci |                 |                                  |                     |                               |
| |                 |                                  |                     |                               |
| Grieco Q2 (TD) 4yd run Galdini Q4 (TD) 75yd pass from Mozzillo Sancilio Q4 (pat)                                                                        | Marcatori       | Sialelli Q1 (TD) 1yd run         |                     |                               |
| | Allenatori      | Anthony Santucci                 |                     |                               |

| Asti 3 aprile 2016, ore 11:30 | Alfieri Asti | 0 – 42 (0-8 0-20 0-8 0-6) referto | I Guerrieri Aiacciu |  |
| Marcatori Joffre Q1 ( TD ) 2yd pass from Credis Molinier Q1 ( tpc ) rush Varesi Q2 ( TD ) 3yd run Laplagne Q2 ( TD ) 18yd pass from Credis Piu Q2 ( TD ) 5yd pass from Credis Sialelli Q2 ( tpc ) rush Skropeta Q3 ( TD ) 15yd run Susini Q3 ( tpc ) pass Bres Q4 ( TD ) 33yd pass from Credis Allenatori Anthony Santucci |              | |                     |  |
| |              | |                     |  |
| | Marcatori    | Joffre Q1 (TD) 2yd pass from Credis Molinier Q1 (tpc) rush Varesi Q2 (TD) 3yd run Laplagne Q2 (TD) 18yd pass from Credis Piu Q2 (TD) 5yd pass from Credis Sialelli Q2 (tpc) rush Skropeta Q3 (TD) 15yd run Susini Q3 (tpc) pass Bres Q4 (TD) 33yd pass from Credis |                     |  |
| | Allenatori   | Anthony Santucci |                     |  |

| Roccapiemonte 3 aprile 2016, ore 15:00 | Rebels Salerno | 32 – 0 | Napoli Express | C.S. Ravaschieri |

### 3ª giornata
| Parma 10 aprile 2016 | Bobcats Parma | 34 – 20 (20-6 14-7 0-0 0-7) referto                                                                                                | Alfieri Asti |  |
| Guerra Q1 ( TD ) 11yd pass from Giambruno Eletto Q1 ( TD ) 35yd run Eletto Q1 ( tpc ) pass Salvarani Q1 ( TD ) 46yd run Zullo Q2 ( TD ) 72yd run Zullo Q2 ( TD ) 38yd run Cardani Q2 ( tpc ) pass Marcatori Mattiazzi Q1 ( TD ) 1yd run Castagneri Q2 ( TD ) 3yd pass from Mattiazzi Castagneri Q2 ( pat ) Sitra Q4 ( TD ) 1yd run Castagneri Q4 ( pat ) Gabriele Picelli Allenatori |               | |              |  |
| |               | |              |  |
| Guerra Q1 (TD) 11yd pass from Giambruno Eletto Q1 (TD) 35yd run Eletto Q1 (tpc) pass Salvarani Q1 (TD) 46yd run Zullo Q2 (TD) 72yd run Zullo Q2 (TD) 38yd run Cardani Q2 (tpc) pass | Marcatori     | Mattiazzi Q1 (TD) 1yd run Castagneri Q2 (TD) 3yd pass from Mattiazzi Castagneri Q2 (pat) Sitra Q4 (TD) 1yd run Castagneri Q4 (pat) |              |  |
| Gabriele Picelli | Allenatori    | |              |  |

| 10 aprile 2016, ore 14:30                       | Broncos Faenza | 38 – 17 | Bears Alessandria |  |
| \| \| \| \| \| Andrea Poggi \| Allenatori \| \| |                |         |                   |  |
|                                                 |                |         |                   |  |
| Andrea Poggi                                    | Allenatori     |         |                   |  |

### 4ª giornata
| 16-17 aprile 2016 | Waves Sanremo | 8 – 36 | Lancieri Novara |  |

| 16-17 aprile 2016 | Pitbulls Viterbo | 54 – 6 | Rebels Salerno |  |

| 16-17 aprile 2016 | Pitbulls Viterbo | 20 – 12 | Napoli Express |  |

### 5ª giornata
| Parma 24 aprile 2016 | Bobcats Parma | 28 – 0 (8-0 12-0 0-0 8-0) referto | Waves Sanremo |  |
| Zullo Q1 ( TD ) 10yd run Giambruno Q1 ( tpc ) rush Guerra Q2 ( TD ) 5yd run Dioni Q2 ( TD ) 38yd punt return Concolino Q4 ( TD ) 48yd run Eletto Q4 ( tpc ) pass Marcatori Gabriele Picelli Allenatori |               |                                   |               |  |
| |               |                                   |               |  |
| Zullo Q1 (TD) 10yd run Giambruno Q1 (tpc) rush Guerra Q2 (TD) 5yd run Dioni Q2 (TD) 38yd punt return Concolino Q4 (TD) 48yd run Eletto Q4 (tpc) pass                                                   | Marcatori     |                                   |               |  |
| Gabriele Picelli | Allenatori    |                                   |               |  |

### 6ª giornata
| 30 aprile 2016                                      | Waves Sanremo | 6 – 54           | I Guerrieri Aiacciu |  |
| \| \| \| \| \| \| Allenatori \| Anthony Santucci \| |               |                  |                     |  |
|                                                     |               |                  |                     |  |
|                                                     | Allenatori    | Anthony Santucci |                     |  |

| 1º maggio 2016                                      | Bears Alessandria | 12 – 26          | I Guerrieri Aiacciu |  |
| \| \| \| \| \| \| Allenatori \| Anthony Santucci \| |                   |                  |                     |  |
|                                                     |                   |                  |                     |  |
|                                                     | Allenatori        | Anthony Santucci |                     |  |

| 30 aprile-1º maggio 2016                            | Lancieri Novara | 27 – 8           | Bobcats Parma |  |
| \| \| \| \| \| \| Allenatori \| Gabriele Picelli \| |                 |                  |               |  |
|                                                     |                 |                  |               |  |
|                                                     | Allenatori      | Gabriele Picelli |               |  |

### 7ª giornata
| Granozzo con Monticello 7 maggio 2016 | Lancieri Novara | 35 – 0 (7-0 14-0 7-0 7-0) referto | Bears Alessandria | Novarello - Villaggio Azzurro |
| Rolando Q1 ( TD ) 12yd pass from Zanforlin Galdini Q1 ( pat ) Rolando Q2 ( TD ) 57yd pass from Zanforlin Galdini Q2 ( pat ) Rolando Q2 ( TD ) 49yd pass from Zanforlin Galdini Q2 ( pat ) Galdini Q3 ( TD ) 33yd pass from Zanforlin Galdini Q3 ( pat ) Canetta Q4 ( TD ) 18yd interception return Galdini Q4 ( pat ) Marcatori |                 |                                   |                   |                               |
| |                 |                                   |                   |                               |
| Rolando Q1 (TD) 12yd pass from Zanforlin Galdini Q1 (pat) Rolando Q2 (TD) 57yd pass from Zanforlin Galdini Q2 (pat) Rolando Q2 (TD) 49yd pass from Zanforlin Galdini Q2 (pat) Galdini Q3 (TD) 33yd pass from Zanforlin Galdini Q3 (pat) Canetta Q4 (TD) 18yd interception return Galdini Q4 (pat)                               | Marcatori       |                                   |                   |                               |

| Asti 8 maggio 2016 | Alfieri Asti | 0 – 39 (0-7 0-6 0-13 0-13) referto | Broncos Faenza |  |
| Marcatori Ragazzini Q1 ( TD ) 15yd pass from Assirelli Ragazzini Q1 ( pat ) Gentilini Q2 ( TD ) 7yd run Campomagi Q3 ( TD ) 8yd pass from Assirelli Ragazzini Q3 ( pat ) Campomagi Q3 ( TD ) 30yd pass from Assirelli Ragazzini Q4 ( TD ) 35yd pass from Assirelli Ragazzini Q4 ( pat ) Dalmonte Q4 ( TD ) 5yd run Allenatori Andrea Poggi |              | |                |  |
| |              | |                |  |
| | Marcatori    | Ragazzini Q1 (TD) 15yd pass from Assirelli Ragazzini Q1 (pat) Gentilini Q2 (TD) 7yd run Campomagi Q3 (TD) 8yd pass from Assirelli Ragazzini Q3 (pat) Campomagi Q3 (TD) 30yd pass from Assirelli Ragazzini Q4 (TD) 35yd pass from Assirelli Ragazzini Q4 (pat) Dalmonte Q4 (TD) 5yd run |                |  |
| | Allenatori   | Andrea Poggi |                |  |

### 8ª giornata
| Faenza 15 maggio 2016, ore 19:00                                 | Broncos Faenza | 25 – 18          | Bobcats Parma | Campo sportivo Graziola |
| \| \| \| \| \| Andrea Poggi \| Allenatori \| Gabriele Picelli \| |                |                  |               |                         |
|                                                                  |                |                  |               |                         |
| Andrea Poggi                                                     | Allenatori     | Gabriele Picelli |               |                         |

### Classifiche

#### Northern Conference
- PCT = percentuale di vittorie, G = partite giocate, V = partite vinte, P = partite perse, PF = punti fatti, PS = punti subiti
- La qualificazione ai Playoff è indicata in verde

| Pos. | Squadra             | PCT   | G | V | P | PF  | PS  |
| ---- | ------------------- | ----- | - | - | - | --- | --- |
| 1    | Broncos Faenza      | 1.000 | 4 | 4 | 0 | 118 | 49  |
| 2    | Lancieri Novara     | 1.000 | 4 | 4 | 0 | 111 | 22  |
| 3    | I Guerrieri Aiacciu | .750  | 4 | 3 | 1 | 138 | 31  |
| 4    | Bobcats Parma       | .500  | 4 | 2 | 2 | 88  | 72  |
| 5    | Bears Alessandria   | .250  | 4 | 1 | 3 | 55  | 120 |
| 6    | Alfieri Asti        | .000  | 4 | 0 | 4 | 34  | 131 |
| 7    | Waves Sanremo       | .000  | 4 | 0 | 4 | 35  | 144 |

#### Southern Conference
- PCT = percentuale di vittorie, G = partite giocate, V = partite vinte, P = partite perse, PF = punti fatti, PS = punti subiti
- La qualificazione ai Playoff è indicata in verde

| Pos. | Squadra          | PCT   | G | V | P | PF | PS |
| ---- | ---------------- | ----- | - | - | - | -- | -- |
| 1    | Pitbulls Viterbo | 1.000 | 2 | 2 | 0 | 74 | 18 |
| 2    | Rebels Salerno   | .500  | 2 | 1 | 1 | 38 | 54 |
| 3    | Napoli Express   | .000  | 2 | 0 | 2 | 12 | 52 |

## Playoff

### Tabellone
|  | Quarti di finale | Quarti di finale    | Quarti di finale    |                     |               | Semifinali     | Semifinali     | Semifinali |  |  | II Superbowl IAAFL | II Superbowl IAAFL | II Superbowl IAAFL |  |
|  |                  |                     |                     |                     |               |                |                |            |  |  |                    |                    |                    |  |
|  |                  |                     |                     |                     |               | Broncos Faenza | Broncos Faenza | 23         |  |  |                    |                    |                    |  |
|  |                  |                     |                     |                     |               | Broncos Faenza | Broncos Faenza | 23         |  |  |                    |                    |                    |  |
|  |                  |                     | Bobcats Parma       | Bobcats Parma       | 36            |                |                |            |  |  |                    |                    |                    |  |
|  | Bobcats Parma    | Bobcats Parma       | Bobcats Parma       | Bobcats Parma       | 36            | 26             |                |            |  |  |                    |                    |                    |  |
|  | Bobcats Parma    | Bobcats Parma       |                     |                     |               |                |                |            |  |  |                    |                    |                    |  |
|  | Pitbulls Viterbo | Pitbulls Viterbo    | 14                  |                     |               |                |                |            |  |  |                    |                    |                    |  |
|  | Pitbulls Viterbo | Pitbulls Viterbo    | 14                  |                     | Bobcats Parma | Bobcats Parma  | 28             |            |  |  |                    |                    |                    |  |
|  |                  |                     |                     |                     |               |                |                |            |  |  |                    |                    |                    |  |
|  |                  |                     | I Guerrieri Aiacciu | I Guerrieri Aiacciu | 34            |                |                |            |  |  |                    |                    |                    |  |
|  |                  |                     |                     | I Guerrieri Aiacciu | 34            |                |                |            |  |  |                    |                    |                    |  |
|  |                  |                     |                     |                     |               |                |                |            |  |  |                    |                    |                    |  |
|  |                  |                     |                     |                     |               |                |                |            |  |  |                    |                    |                    |  |
|  |                  | I Guerrieri Aiacciu | I Guerrieri Aiacciu | 22                  |               |                |                |            |  |  |                    |                    |                    |  |
|  |                  |                     |                     | 22                  |               |                |                |            |  |  |                    |                    |                    |  |
|  |                  |                     | Lancieri Novara     | Lancieri Novara     | 20            |                |                |            |  |  |                    |                    |                    |  |
|  | Lancieri Novara  | Lancieri Novara     | Lancieri Novara     | Lancieri Novara     | 20            | 34             |                |            |  |  |                    |                    |                    |  |
|  | Lancieri Novara  | Lancieri Novara     |                     |                     |               |                |                |            |  |  |                    |                    |                    |  |
|  | Alfieri Asti     | Alfieri Asti        | 12                  |                     |               |                |                |            |  |  |                    |                    |                    |  |

### Quarti di finale
| Granozzo con Monticello 21 maggio 2016 | Lancieri Novara | 34 – 12 | Alfieri Asti | Novarello - Villaggio Azzurro |

| 5 giugno 2016                                       | Bobcats Parma | 26 – 14 | Pitbulls Viterbo |  |
| \| \| \| \| \| Gabriele Picelli \| Allenatori \| \| |               |         |                  |  |
|                                                     |               |         |                  |  |
| Gabriele Picelli                                    | Allenatori    |         |                  |  |

### Semifinali
| 4 giugno 2016                                       | Lancieri Novara | 20 – 22          | I Guerrieri Aiacciu |  |
| \| \| \| \| \| \| Allenatori \| Anthony Santucci \| |                 |                  |                     |  |
|                                                     |                 |                  |                     |  |
|                                                     | Allenatori      | Anthony Santucci |                     |  |

| Faenza 12 giugno 2016                                            | Broncos Faenza | 23 – 36          | Bobcats Parma |  |
| \| \| \| \| \| Andrea Poggi \| Allenatori \| Gabriele Picelli \| |                |                  |               |  |
|                                                                  |                |                  |               |  |
| Andrea Poggi                                                     | Allenatori     | Gabriele Picelli |               |  |

### II Superbowl IAAFL
| Arbitri: | Dario Cittadini Luca Bertacco Giulio Sanfelice Mauro Zanin Roberto Lieto Gianni Degli Esposti Marco Castaldi |

|                  |            |                  |
| Gabriele Picelli | Allenatori | Anthony Santucci |

## Verdetti
- I Guerrieri Aiacciu campioni d'Italia IAAFL 2016.